# Achmat Arena
De Achmat Arena (Russisch: Стадион «Ахмат-Арена») is een voetbalstadion in de Russische stad Grozny. In het stadion speelt Achmat Grozny haar thuiswedstrijden. Het stadion biedt plaats aan 30.547 toeschouwers.

## Interlands
Het Russisch voetbalelftal speelde één interland in het stadion.
| 1 | 15 november 2016 | Rusland – Roemenië | 1 – 0 | Vriendschappelijk | 30.000 |